# توکوگاوا ایه‌نوبو
توکوگاوا ایه‌نوبو (به ژاپنی: 徳川 家宣 Tokugawa Ienobu)؛ (۱۵ ژوئن ۱۶۶۲ – ۱۲ نوامبر ۱۷۱۲) ششمین شوگون از شوگون‌سالاری توکوگاوا بود.